# Druschnoje (Kaliningrad, Selenogradsk)
Druschnoje (russisch Дружное, deutsch Mednicken) ist ein Ort in der russischen Oblast Kaliningrad. Er gehört zur kommunalen Selbstverwaltungseinheit Stadtkreis Selenogradsk im Rajon Selenogradsk.

## Geographische Lage
Druschnoje liegt zwölf Kilometer nordwestlich der Oblasthauptstadt Kaliningrad (Königsberg) und ist über einen Landweg erreichbar, der von der Verbindungsstraße Kaliningrad–Ljublino (Seerappen) in nördlicher Richtung abzweigt und über Kotelnikowo (Wargen) in den Ort führt, der mit der Bezeichnung „Druschnoje-Sapadnoje“ Bahnstation an der Bahnstrecke Kaliningrad–Swetlogorsk (Königsberg–Rauschen), der einstigen Samlandbahn, ist.

## Geschichte
Das Gründungsdatum des bis 1946 Mednicken genannten Dorfes liegt im Jahre 1338. Der Ort war an den Sudauer Fürsten Gedete verliehen, dessen Familie im 15. Jahrhundert ausstarb. 1488 kam der Besitz an die Familie von Packmohr und 1491 an Hans von Kanitz im Tausch gegen die ihm vom Deutschen Orden verpfändete Stadt Allenburg (heute russisch: Druschba). In seiner Familie blieb der Besitz bis 1945 (letzter Besitzer: Friedrich Hans Theodor Bernd Graf von Kanitz-Mednicken).
Ab 1530 werden neben Mednicken auch die benachbarten Güter Rosignaiten, Strittkeim, Wilgaiten, Warglitten, Saggehnen, Hohenwalde, Schreinen und Alkehnen als im Besitz der Familie von Kanitz stehend genannt. Diese erwarb ferner 1533 das Vorwerk Mühlfeld mit einer dazugehörigen Wassermühle, 1539 die Burganlage zu Wargen, 1563 Boxinen (später Bugsienen) und 1564 Placklauken (später Pilzenkrug). 1569 kamen die Güter Katzenblick und Kattersgut (später Goldschmiede) sowie 1608 Dommelkeim hinzu. 1619 wurden diese Güter aus dem Nachlass des Erich von Kanitz indessen unter die drei Brüder Salomon, Georg und Melchior von Kanitz aufgeteilt. Es folgten weitere Teilungen und Verkäufe. Ein 1762 von Samuel Friedrich von Kanitz testamentarisch gestifteter Familienfideikommiss, der neben Mednicken noch Mühlfeld und Boxinen umfasste, fiel 1778 an Henning Friedrich von Kanitz und in der Folge an dessen Nachkommen. Bereits ab 1781 wurde Mednicken indessen an die Familie Rauschning verpachtet, die den Pachtbesitz mit einer kurzen Unterbrechung bis 1900 innehatte. Weitere Verpachtungen folgten, bis der mittlerweile in heruntergekommenem Zustand befindliche Gutsbetrieb nach Auslaufen des letzten Pachtverhältnisses 1921 von der Familie von Kanitz wieder in eigene Bewirtschaftung übernommen wurde, die bis 1945 andauerte. Besondere Bemühungen galten dabei der Entwicklung und Pflege des Waldbestandes, dessen Schönheit seinerzeit gerühmt wurde.  In den Kriegsjahren führte der Ausbau des Militärflugplatzes im benachbarten Prowehren, der zunehmend auf Mednicker Terrain übergriff, allerdings zu einer Beeinträchtigung des Gutsbetriebs.
Am 13. Juni 1874 wurde Mednicken Amtsdorf und namensgebender Ort für einen Amtsbezirk, der lediglich den Gutsbezirk Mednicken umfasste. Er gehörte zum Kreis Fischhausen im Regierungsbezirk Königsberg der preußischen Provinz Ostpreußen. Im Jahre 1910 waren in Mednicken 183 Einwohner registriert.
Am 30. September 1928 verlor Mednicken seine Eigenständigkeit und wurde in die Landgemeinde Wargen (heute russisch: Kotelnikowo) und damit in den Amtsbezirk Landkeim (der Ort existiert nicht mehr) eingegliedert. Dieser wurde am 18. Mai 1930 in „Amtsbezirk Wargen“ umbenannt, der 1939 dem Landkreis Samland beitrat.
In Kriegsfolge kam Mednicken 1945 mit seinem Gut und ein paar kleineren Gehöften innerhalb des nördlichen Ostpreußens zur Sowjetunion. Im Jahr 1947 erhielt der Ort wieder eigenständig die russische Bezeichnung Druschnoje und wurde gleichzeitig dem Dorfsowjet Pereslawski selski Sowet im Rajon Primorsk zugeordnet. Von 2005 bis 2015 gehörte Druschnoje zur Landgemeinde Pereslawskoje selskoje posselenije und seither zum Stadtkreis Selenogradsk.

## Kirche
Bis 1945 war Mednicken mit seinen überwiegend evangelischen Einwohnern in das Kirchspiel der Pfarrkirche in Wargen (heute russisch: Kotelnikowo) eingegliedert. Es gehörte zum Kirchenkreis Fischhausen (Primorsk) in der Kirchenprovinz Ostpreußen der Kirche der Altpreußischen Union. Heute liegt Druschnoje im Einzugsgebiet der evangelisch-lutherischen Auferstehungskirche in Kaliningrad (Königsberg) in der Propstei Kaliningrad der Evangelisch-lutherischen Kirche Europäisches Russland.

## Persönlichkeiten des Ortes
- Christoph Albrecht von Kanitz (14. Juli 1653 in Peesten in Preußen; † 18. November 1711 in St. Benedetto, Oberitalien), preußischer Generalmajor, Erbherr auf Medicken, Mühlfeld und Boxinen (Bugsienen)
- Samuel Friedrich von Kanitz (* 15. Juni 1690 in Mednicken; † 1762 in Hainewalde, Oberlausitz), preußischer Kammerherr und Amtshauptmann
- Wilhelm Boguslaw Ernst von Birkhahn (* 14. Januar 1744 in Mednicken; † 2. November 1819 in Tarnowitz), preußischer Landrat
- Hans von Kanitz (* 17. April 1841 in Mednicken; † 1913 in Berlin), preußischer Politiker der Deutschkonservativen Partei